# Treehouse of Horror VII
Перша серія 8 сезону серіалу "Сімпсони" називається "Treehouse of Horror VII" (Будинок жахів на дереві VII). Це традиційний хелловінський епізод, що складається з трьох окремих історій:
1. "The Thing and I" (Річ і я): Барт і Ліса дізнаються, що у них є потайний брат-близнюк на ім'я Г'юго, якого батьки тримали під замком на горищі через його "злісну природу". В ході подій з'ясовується, що справжній "злий близнюк" — це Барт.
2. "The Genesis Tub" (Тубус творіння): Ліса випадково створює мініатюрну цивілізацію в чаші для дослідів. Ця цивілізація швидко розвивається, починає вважати Лісу богинею, а Барта — злим ворогом.
3. "Citizen Kang" (Громадянин Канг): Інопланетяни Канг і Кодос викрадають Гомера і видають себе за кандидатів на президентських виборах (Білла Клінтона та Боба Доула), щоб захопити владу над Землею.

Цей епізод вирізняється чорною комедією, сатирою та фантастичними елементами, які є традиційними для хелловінських випусків "Сімпсонів".
| Мультфільми | Це незавершена стаття про анімаційний фільм. Ви можете допомогти проєкту, виправивши або дописавши її. |